# Nosorożec biały
Nosorożec biały (Ceratotherium simum) – gatunek ssaka nieparzystokopytnego z rodziny nosorożcowatych (Rhinocerotidae). Jest to największy z żyjących obecnie nosorożców, czwarty największy lądowy ssak.
Długość ciała (bez ogona) wynosi 340–420 cm, a masa 1350–3500 kg. Uzbrojony jest w dwa rogi, z których większy, nosowy, osiąga długość do 1,5 metra, czołowy jest mniejszy. Od nosorożca czarnego różni się szerokimi, niechwytnymi wargami, przystosowanymi do ścinania nisko trawy, przez co odgrywa istotną rolę ekologiczną. Zamieszkuje sawanny, stroniąc od obszarów nadmiernie suchych czy chłodnych. Prowadzi zwykle samotny tryb życia, aczkolwiek samice z młodymi mogą zbierać się w grupy, rzadziej młode samce – w obronie przed dominującym. Zaloty są agresywne. Samica po 16-miesięcznej ciąży rodzi zwykle jedno młode, które karmi mlekiem. Porody odbywają się co 2–3 lata.
Występują 2 podgatunki, z których północny jest krytycznie zagrożony wyginięciem. Południowy niemalże wyginął, jednak z kilkudziesięciu osobników udało się odtworzyć podgatunek, obecnie liczący około 10 000 zwierząt. Pomimo zagrożenia dalej pada ofiarą kłusowników, sprzedających rogi do Azji celem zastosowania w tradycyjnej medycynie.

## Genetyka
Większość nosorożcowatych cechuje się diploidalną liczbą chromosomów 82, także nosorożec biały. Tylko nosorożec czarny ma 84. Jest to prawie największa liczba chromosomów wśród ssaków, jedynie niektóre gatunki gryzoni mają ich więcej w genomie. Ponadto w kariotypie podgatunku południowego dostrzeżono translokację robertsonowską.

## Budowa

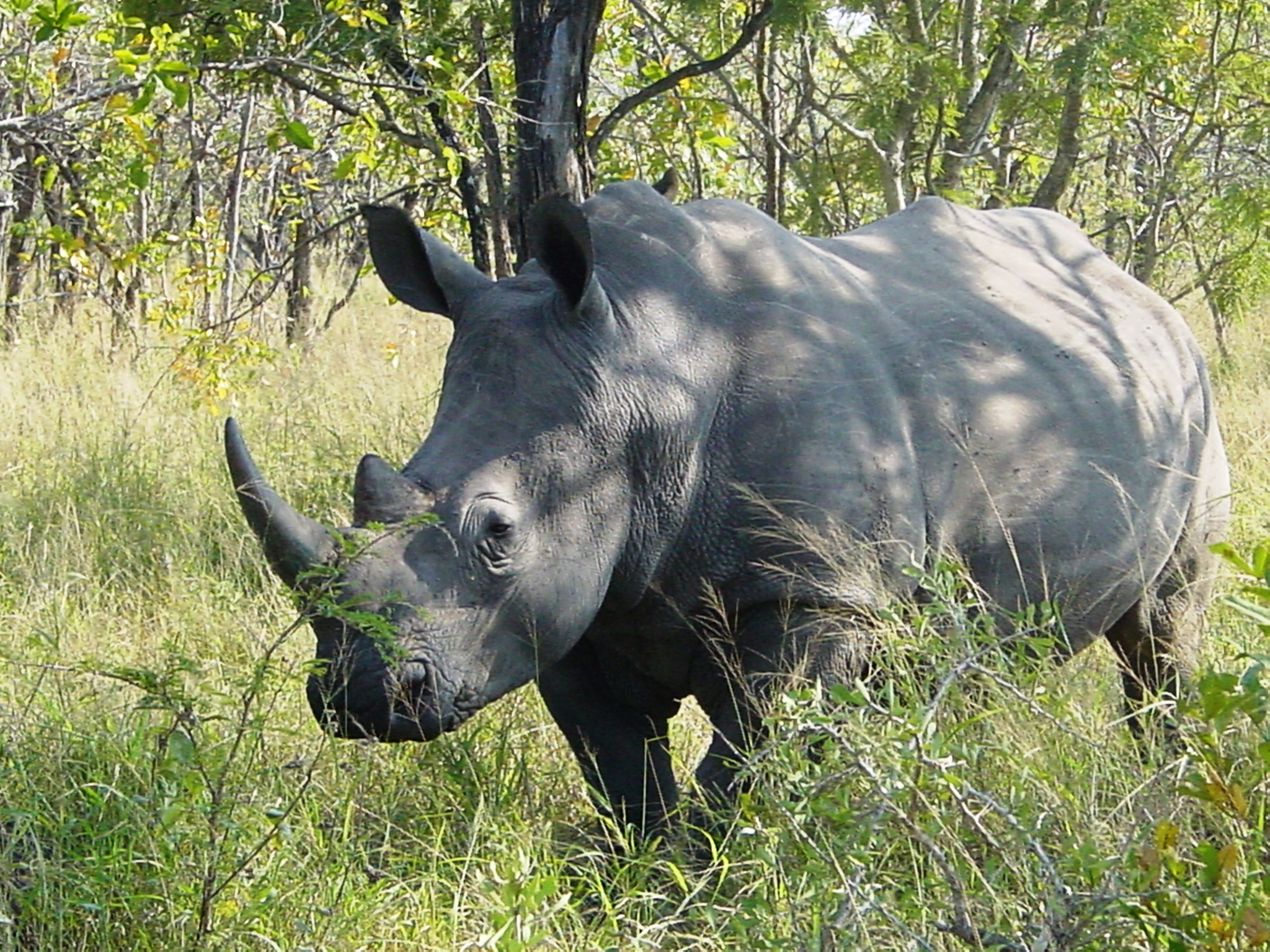
Nosorożec biały jest największym z współczesnych nosorożcowatych

Nosorożcowate należą do największych współczesnych ssaków, mimo że nie dorastają rozmiarów swych wymarłych krewnych Indricotheriinae. Nosorożec biały to największy współczesny przedstawiciel rodziny. Jest zarazem czwartym największym lądowym ssakiem. Wyprzedzają go jedynie 3 gatunki słoni. Długość ciała (bez ogona) 340–420 cm, długość ogona 50–70 cm, wysokość w kłębie 150–180 cm; masa ciała 1350–3500 kg (średnio 2300 kg). Kolejne, piąte miejsce zajmuje nosorożec czarny. Waży między 800 a 1300 kg.
Skóra ma barwę brązowawą do szarej, owłosienie jest ubogie, występuje właściwie wyłącznie na czubkach uszu i ogonie.
Dymorfizm płciowy u nosorożcowatych raczej nie występuje, samce i samice są zwykle podobnej wielkości bądź samce nieznacznie tylko przerastają płeć przeciwną. W przypadku nosorożca białego jednak jest on silniej wyrażony niż u innych gatunków i istotnie samce są nieco większe i cięższe od płci przeciwnej.
Zwierzę ma masywną głowę.
Najbardziej zwracającą uwagę cechą dzisiejszych nosorożcowatych, od której zresztą bierze źródłosłów nazwa rodziny, jest obecność rogów. U afrykańskich przedstawicieli rodziny występują zwykle 2 rogi, większy nosowy i mniejszy czołowy. Nosorożec biały nosi róg nosowy mający średnio ok. 90 cm bądź od 94 do 102 cm, maksymalnie 150 cm, i róg czołowy osiągający także do 55 cm, a więc róg nosowy jest mniejszy niż u nosorożca czarnego, którego róg nosowy może osiągać aż 130 cm długości, więcej zaś niż u taksonów azjatyckich. Także i tu obserwuje się pewien dymorfizm płciowy: samice mają rogi dłuższe i węższe, samce zaś krótsze i grubsze.
W przeciwieństwie do wielu innych rogatych zwierząt, jak wołowate, kameleony czy inne jaszczurki, rogi nosorożców nie posiadają kostnego rdzenia. W całości buduje je keratyna ze zmagazynowanym wapniem i melaniną. Podobną budowę mają paznokcie innych zwierząt. Czyni to rogi nosorożców podatnymi na zużycie. Ścierają się one z czasem. Z drugiej strony cały czas rosną, nawet aż 7 cm na rok, jednakże wyjściowy efekt często sumuje się do zera. Ścieranie natomiast czyni rogi cieńszymi u czubka. Ponadto skład chemiczny rogu zależy od miejsca życia osobnika.
Funkcją rogów jest obrona zwierzęcia. Kontrowersyjne jest odcinanie rogów zwierzętom celem ochrony ich przed kłusownikami. Istnieje bowiem obawa, że pozbawienie matki rogu, a więc narzędzia obrony, znacząco zwiększa śmiertelność młodych padających ofiarą lwów i krokut cętkowanych. Samce nosorożców używają rogów także w walkach między sobą.
W przeciwieństwie do taksonów azjatyckich w żuchwie nie ma ciosów.
Nosorożec biały posiada szerokie wargi przydatne w pasieniu się trawą, odróżniając się od nosorożca czarnego o chwytnej górnej wardze. Od tejże wargi pochodzi wedle części źródeł jego nazwa, jako że nie jest on barwy białej. Holenderskie wijd stanowić miało odpowiednik angielskiego wide, szeroki, nie white, biały, i odnosiło się do szerokiej wargi właśnie, podobnie afrykanerskie wyd. Wyjaśnienie to nie wydaje się jednak poprawne. Nie występuje natomiast chwytna górna warga obserwowana u innych gatunków. Kształt ucha także odróżnia nosorożca białego od czarnego.
Wzrok jest słaby i nosorożce słabo widzą na odległość. Mierzące się wzrokiem samce muszą zbliżyć się do siebie na kilka metrów, by się widzieć. Znacznie lepiej rozwinęły się słuch i węch tych ssaków, ten ostatni wykorzystywany jest do znakowania terytoriów odchodami i moczem.
Tułów jest masywny. Na karku występuje garb, przed którym leży krótka szyja. W dwóch trzecich grzbietu leży kolejny garb, w okolicy krzyżowej, co odróżnia nosorożca białego od czarnego o bardziej zakrzywionym profilu.
Kończyny wydają się krótkie. Kończą się trzema palcami.

## Systematyka

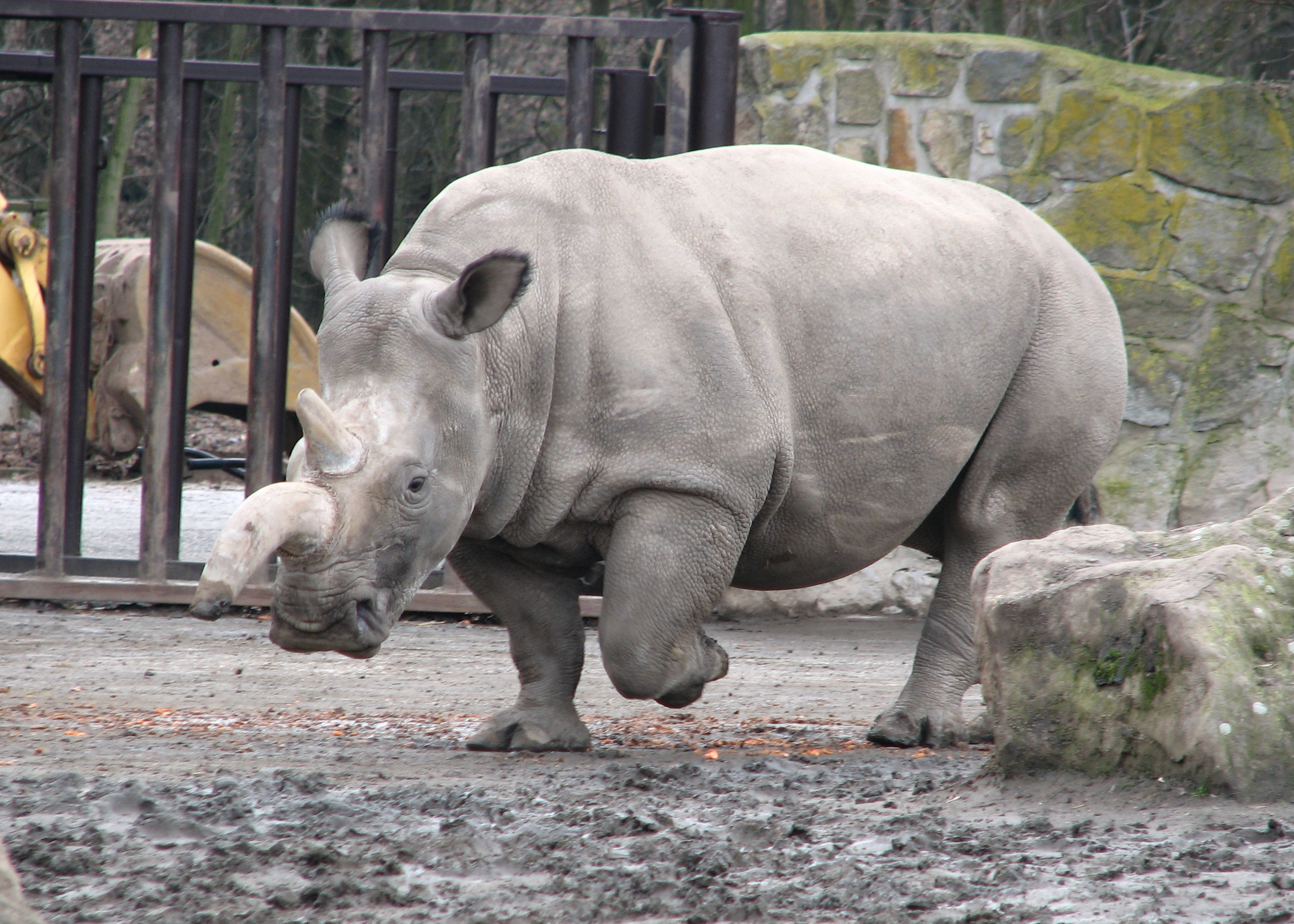
Podgatunek północny w Zoo Dvůr Králové

Zwierzę opisano naukowo w 1817, czego dokonał brytyjski przyrodnik i podróżnik Burchell. Jako miejsce typowe podał Afrykę Południową. Gatunek umieścił w rodzaju Rhinoceros. Obecnie nosorożca białego klasyfikuje się w odrębnym rodzaju Ceratotherium, kreowanym przez Graya w 1868. W rodzaju Rhinoceros pozostawiono dwa współczesne gatunki, mianowicie nosorożca indyjskiego i nosorożca jawajskiego. Wraz z rodzajem Dicerorhinus obejmującym nosorożca sumatrzańskiego zalicza się je do podrodziny Rhinocerotinae, podczas gdy Ceratotherium razem z drugim afrykańskim rodzajem Diceros umieszcza się w Dicerotinae. W 1908 Lydekker opisał kolejny podgatunek cottoni.
Wyróżnia się dwa podgatunki nosorożca białego:
- nosorożec południowy (Ceratotherium simum simum); podgatunek nominatywny, status IUCN – NT (bliski zagrożenia)[8].
- nosorożec północny (Ceratotherium simum cottoni); status IUCN – CR (krytycznie zagrożony)[9].

Na podstawie ograniczonych danych genetycznych i morfologicznych pojawił się pogląd, zgodnie z którym oba te podgatunki stanowią oddzielne gatunki. Jednakże nie zyskał on poparcia innych autorów, zwracających uwagę na niewielkie różnice morfologiczne między nosorożcem północnym i południowym. Badania mtDNA także wsparły niewyróżnianie nowego gatunku (poziom różnic 0,9%; dla porównania pomiędzy dzisiejszymi ludźmi przy poziomie 0,7% nie dzieli się ich na różne podgatunki), podobnie identyczne powtórzenia par. Linie wyodrębniły się od pół do jednego miliona lat temu, jednak ostateczne rozdzielenie nastąpiło 200 000 lat temu. Później jednak, w ostatnim interglacjale, poszerzenie terenów trawiastych doprowadziło do ponownego kontaktu i być może przepływu genów. W efekcie formy te nadal uznaje się za podgatunki, niemniej różnice genetyczne są znacznie większe od dzielących podgatunki nosorożca czarnego. Jak podkreśla Dinerstein, pogląd o odrębnych gatunkach pojawił się już w czasie, kiedy to nosorożec północny był praktycznie wymarły na wolności, licząc pojedyncze osobniki.
Zawiła wydaje się sprawa nazwy wernakularnej zwierzęcia. Nosorożec biały, po angielsku white rhinoceros, nie nosi barwy białej. Wedle części autorów nazwa pochodzi od szerokiej wargi. Holenderskie wijd stanowić miało odpowiednik angielskiego wide, szeroki, nie white, biały, i odnosiło się do szerokiej wargi właśnie, podobnie afrykanerskie wyd. Wyjaśnienia te, mimo że rozpowszechnione, nie wydają się jednak poprawne. Pierwsze wzmianki pochodzą od Barrowa z końca XVIII wieku, wspominającego lokalnego przywódcę, który miał ustrzelić kilka nosorożców białych. Identyfikacja upolowanego gatunku przedstawia jednak trudności. Zwierzę pojawiło się w literaturze europejskiej na początku XIX wieku pod inną nazwą. Pisał o nim Burchell, określając go Rhinoceros simus, aczkolwiek później określano go eponimem od Burchella właśnie, pojawiało się też określenie flat-nosed, oznaczające płaskonosy. Skąd się więc wzięła nazwa biały na określenie tego właśnie gatunku, tłumaczono rozmaicie, przynajmniej na 10 różnych sposobów, uwzględniając poza wyżej wymienioną hipotezą kolor skóry, rogu, albinizm, tarzanie się w bajorkach, wpływ światła słonecznego, zróżnicowanie geograficzne, odchody czapli złotawej, wiek, płeć, a nawet porównanie do rasy białej człowieka.

## Tryb życia

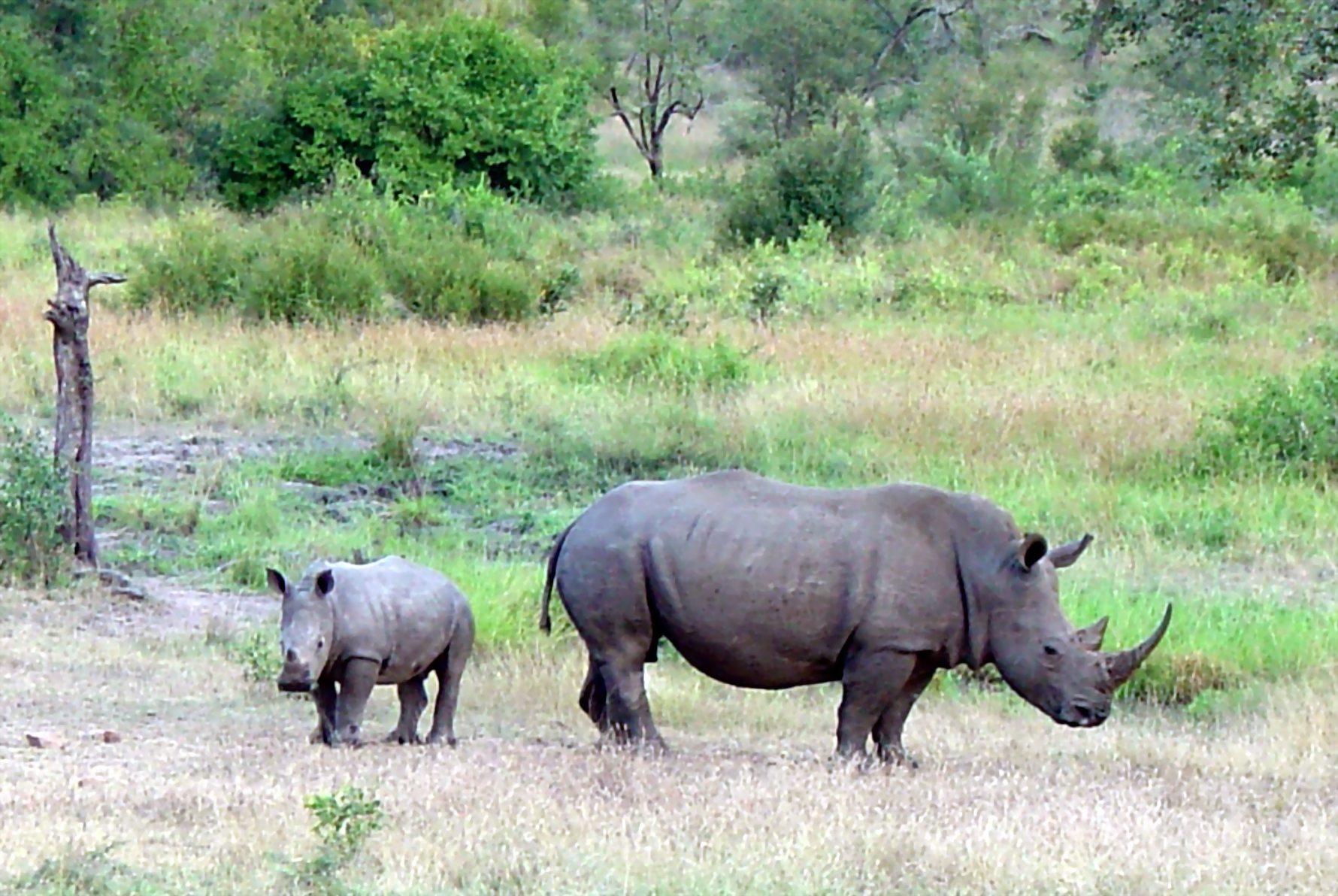
Samica z młodym

### Cykl życiowy
Nosorożcowate rozmnażają się powoli. Samice zaczynają miesiączkować i być zdolne do zapłodnienia już w wieku około 3,7 lat, co obserwowano w niewoli. Na wolności, gdzie warunki pokarmowe są znacznie gorsze, rzadko jednak dochodzi do takich sytuacji, a trzyletnie źrebię może jeszcze przebywać pod matczyną opieką. Przedłużanie gatunku zaczyna się raczej w wieku 6–7 lat. Jeszcze później do rozrodu przystępują samce, w wieku 13–15 lat. Osiągnięcie dojrzałości pod względem anatomicznym nie oznacza bowiem wcale, że samiec może spokojnie przystąpić do przekazywania swych genów następnemu pokoleniu. Nie chodzi tylko o rzadkie występowanie samic zdolnych do rozrodu, dojrzewających późno i odbywających długie przerwy pomiędzy kolejnymi ciążami. Na obszarach, gdzie zbiera się dużo płodnych samic, obecne mogą też być starsze, większe samce, blokujące swym młodszym konkurentom dostęp do samic.
Agresywne zachowania samców skutkować mogą zgonem samców i samic. Samica w rui może przemierzyć terytoria kilku samców, które interesują się jej stanem, sprawdzając jej mocz. Zaloty mogą trwać od 5 do 20 dni, przebiegają również bardzo agresywnie. U wszystkich nieparzystokopytnych zaloty mają w sobie dużo agresji, jednak u nosorożcowatych zjawisko to występuje intensywniej. Jego funkcja nie została wyjaśniona. Samiec krzywdzący jedyną płodną samicę w pobliżu nie osiągnie bowiem dzięki temu większego sukcesu rozrodczego. Być może zachowania takie służą zmuszeniu do kopulacji samic niechętnych rozmnażaniu, na przykład wobec dostępności większych samców, lub też mają utrzymać wędrującą samicę na obszarze zajmowanym przez danego samca.
Ciąża trwa długo, 16 miesięcy. Nie występuje wyraźny okres narodzin, aczkolwiek występują dwa piki (marzec i lipiec). Pomiędzy kolejnymi porodami upływa od 2 do 2,5–3 lat. Córka nosorożca białego może po kolejnym porodzie jej matki powtórnie do niej dołączyć. Jak tylko wstanie, noworodek poszukuje sutków matki, zazwyczaj już 2–3 godziny po porodzie. Przez pierwsze dni chwieje się na nogach. Młode szybko rośnie. Karmienie mlekiem trwa rok, niekiedy półtora, przy czym samce ssą dłużej od samic. Matka może zajmować się młodym kilka lat. Długość pokolenia wynosi 14,69 roku. Samica pozostaje płodna długo.

### Struktura społeczna

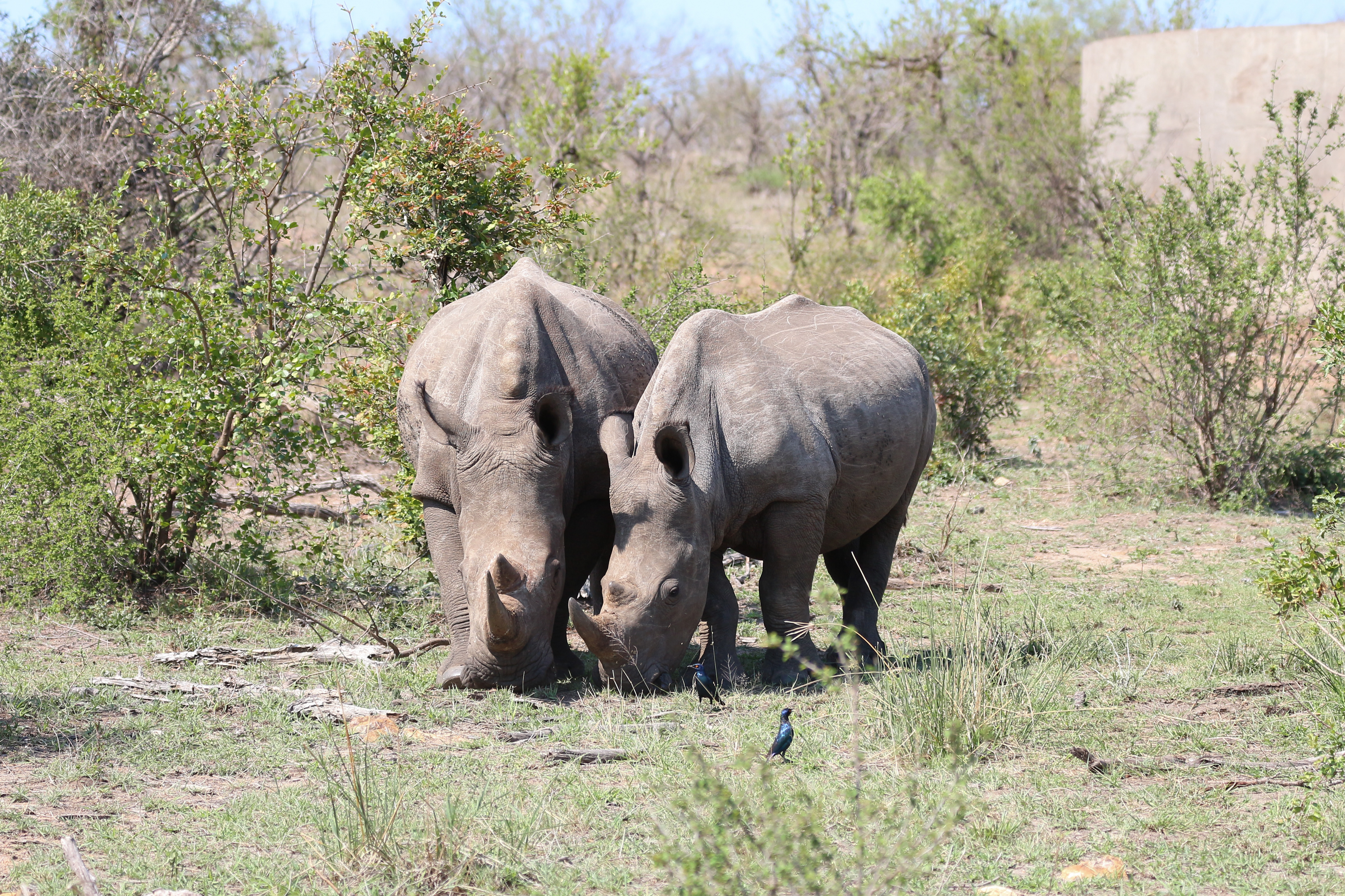
Nosorożec biały wykazuje większą tendencję do gromadzenia się niż inne. Tutaj w Parku Narodowym Krugera

Jako wielkie zwierzę nosorożec biały dużą część czasu poświęcić musi na pożeranie pokarmu. Pół dnia (50–60% doby) żeruje na niskiej roślinności, urządzając przerwy na odpoczynek, często na przewiewnych graniach wzgórz bądź pod drzewami, najcieplejsze części dnia lubi spędzać także w bagnistych stawikach, aczkolwiek płytkich, jako że brak mu umiejętności sprawnego pływania i może się utopić.
Nosorożec biały wykazuje większą tendencję do gromadzenia się niż inne, bardziej samotne nosorożce. Obserwowano grupy samic z młodymi, rekordowo liczące aż 14 osobników. Samce wiodą bardziej samotny tryb życia, aczkolwiek i one mogą gromadzić się, jeśli są młode i słabsze, a chcą uniknąć wypędzenia ich z dogodnych pastwisk jeden po drugim przez dominującego samca, patrolującego swoje terytorium i znaczącego je moczem. Ogier taki zajmować może kilka km², aczkolwiek wedle niektórych danych areały samców znacznie ustępują areałom klaczy. W Parku Narodowym Krugera samiec zajmuje średnio 9,9 km², samica zaś 22,8 km², wyniki z pory wilgotnej 11,6 km² i 21,4 km². W Hluhluwe-Umfolozi otrzymano wyniki 1,7 km² i 16,2 km². Samce najbardziej cenią sobie tereny z bujną trawą położone blisko wodopoju, gdzie będą pojawiać się wędrujące samice. Nosorożce białe przemierzają dziennie 5 km za pory deszczowej. Podczas pory suchej przemierzają większe odległości, jako że rosną odległości do najbliższych zbiorników wodnych. Nosorożce poruszają się zygzakiem, zakreślając pętle.

## Rozmieszczenie geograficzne
Podgatunek nominatywny zasiedla południe Afryki. Zasięg jego obejmuje takie państwa, jak Republika Południowej Afryki, Eswatini, południowy Mozambik, Zimbabwe, Botswana, północno-wschodnia Namibia, południowo-wschodnia Angola. Prawdopodobnie żyje też na południowo-zachodnim skraju Zambii. Zwierzę introdukowano w Kenii i Ugandzie. Podgatunek północny miał niegdyś szeroki zasięg występowania obejmujący południe Czadu, Republikę Środkowoafrykańską, północny wschód DRK, Ugandę i południe Sudanu (wtedy nie istniał jeszcze Sudan Południowy). Później jednakże zasięg ten kurczył się, by prawie w całości zaniknąć. Wedle IUCN w Republice Środkowoafrykańskiej, Sudanie i Czadzie gatunek wymarł, a w DRK podejrzewa się jego wymarcie, podobnie jak i w Sudanie Południowym. Jako kraje reintrodukcji wymienia IUCN Eswatini, Botswanę, Namibię, Ugandę, Zimbabwe, Mozambik. Nie ma pewności co do obecności gatunku w Senegalu i Wybrzeżu Kości Słoniowej. Tak więc oba podgatunki mają rozłączne zasięgi występowania i ostatni raz spotykały się w poprzednim interglacjale między 26 a 14 tysiącami lat temu. W przeszłości gatunek występował naturalnie w Kenii i północnej Tanzanii.

## Ekologia

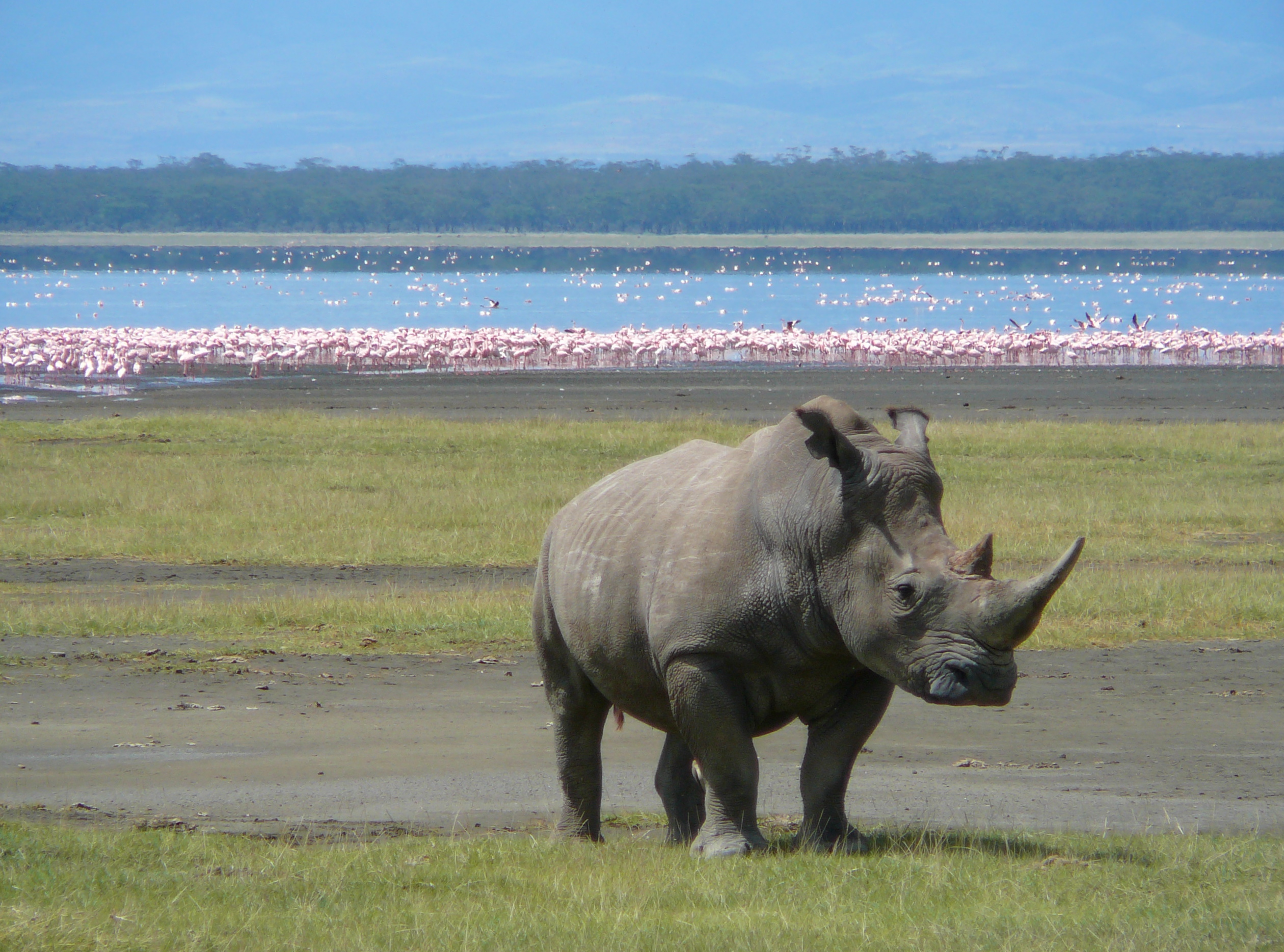
Nosorożec biały zamieszkuje tereny trawiaste

Nosorożec biały jest trawożercą. Zasiedla tereny trawiaste Afryki. Słabo radzi sobie na terenach zbyt suchych, gdzie potrafi bytować nosorożec czarny, nie lubi także chłodnych zim. Największe zagęszczenie osiąga na sawannach o opadach deszczu między 700 a 800 mm, przykładem Hluhluwe-Umfolozi, gdzie osiąga 2,3 zwierzęcia na km². Gdzie indziej występuje mniej pospolicie, osiągając od 0,5 do 1,5 nosorożca na km².
Dzięki szerokim wargom i przystosowanym zębom potrafi nisko ścinać trawy, na wysokościach pozostawianych przez inne zwierzęta, jak bawół afrykański. Dzięki temu pobudza wzrost nowych traw, tworzy też strefy niskiej roślinności hamujące rozprzestrzenianie się pożarów. Preferencja w kierunku niskich traw może wiązać się z mniejszą ilością lignin, obficiej występujących w wyższych pędach. Do ulubionego pokarmu należą niskie Panicum coloratum, Urochloa mossabicensis, wyższe Panicum deustum i Panicum maximum rosnące pod drzewami, do których to w porze suchej dołącza Themeda triandra. Dzięki niskiemu ścinaniu traw tworzy trawniki grazer lawns, cenione przez innych roślinożerców dzięki szybkiemu odrostowi młodej trawy i lepszej widoczności, dzięki której łatwiej wypatrzeć czającego się drapieżnika. Zwierzę unika natomiast lasów tropikalnych. Osobniki przenoszone na tereny górskie radziły sobie dobrze. Jeśli może, pije codziennie. Zwierzę potrafi nie pić kilka dni, aczkolwiek to nosorożec czarny zasiedla bardziej pustynne tereny.
Oba nosorożce afrykańskie słabo pływają. Nie potrafią przekroczyć większej rzeki i kiedy w wodzie stracą grunt pod nogami, mogą się utopić. Niekiedy rozgrzebują zagłębienia w ziemi, w których zbiera się woda, tworząc płytkie bajorka, w których potem zażywają kąpieli błotnych, nie korzystają jednak w ten sposób z głębszych zbiorników wodnych. Błoto pomaga pozbyć się pasożytów skórnych takich jak kleszcze, których pozostałości znajdywano w błocie opadłym ze skóry nosorożca. Zwierzęta niekiedy wychodzą ubłocone z bajorka, by potem ocierać się o drzewa, ścierając z siebie błoto wraz z ektopasożytami.

## Zagrożenia i ochrona

Podgatunek północny jest krytycznie zagrożony wyginięciem. Ten osobnik został przeniesiony w bezpieczne miejsce i otoczony opieką strażników

Obecnie Międzynarodowa Unia Ochrony Przyrody (IUCN) szacuje liczebność gatunku na 10 080 dorosłych osobników, a liczba ta spada.
IUCN pierwszy raz wypowiedziała się na temat tego gatunku w 1965, zauważając brak danych umożliwiających adekwatną ocenę. W 1994 zaklasyfikowała go jako gatunek narażony na wyginięcie (VU), by 2 lata później opisać go jako mniejszego ryzyka, ale zależny od ochrony (LR/cd). W kolejnych ewaluacjach od 2002 do ostatniej w 2020 konsekwentnie widzi w nim gatunek bliski zagrożenia (NT). Niemniej podgatunek północny jest krytycznie zagrożony wyginięciem. W 1960 jego pogłowie obejmowało ponad 2300 zwierząt. W 1998 na wolności bytowała jedna jedyna populacja w Parku Narodowym Garamba. Liczba ich spadła do 15 zwierząt, jednak dzięki staraniom ludzkim wzrosła do dwukrotności tej liczby w 1992. Tyle samo żyło w 2003, pomimo pogarszającej się sytuacji politycznej i kłusownictwa. W 2005 pozostały 4 osobniki. W latach 2006–2007 nie udało się znaleźć dziko żyjącego osobnika. Utrzymywały się tylko plotki o jakichś pozostałych nosorożcach na południu Sudanu, a więc w obszarze trawionym kłusownictwem. W 2009 uznano podgatunek za prawdopodobnie wymarły na wolności. 4 ostatnie, niestety spokrewnione ze sobą okazy pozostały w Zoo Dvůr Králové w Czechach. Przeniesiono je do prywatnej placówki ochronnej w Kenii. Spodziewano się rozrodu, co jednak pomimo parzenia się nie nastąpiło. Co gorsza, dwa starsze samce zmarły, wykluczając możliwość zachowania podgatunku czystej krwi. Naukowcy zachowali oocyty i nasienie ostatnich zwierząt, licząc na możliwość odnowienia podgatunku dzięki IVF w przyszłości. Pewne nadzieje dają też komórki macierzyste. W znacznie lepszej sytuacji jest podgatunek południowy, który na krawędzi zagłady znalazł się pod koniec XIX wieku po intensywnych polowaniach, czy to dla zabawy, czy to dla pozyskania ziemi. W 1895 żyło około 20–50 osobników w KwaZulu-Natal. Objęcie ochroną poprawiło sytuację, z populacją sięgającą prawie 20 000 osobników w około 400 populacjach pod koniec 2015. 93% z tego żyło w Afryce Południowej, aczkolwiek 1000 w innych krajach. Mówiono o największym sukcesie w historii przywracania gatunków, a sukces w przypadku zwierzęcia wielkiego i wolno się rozmnażającego dał nadzieję na uratowanie także innych gatunków. Udane przenoszenie nosorożców białych zaowocowało podobnym programem przenoszenia nosorożców indyjskich. Szybki wzrost, sięgający 7,1% rocznie, utrzymywał się do 2010, by potem spaść. W 2017–2018 w RPA wzrost wynosił 6,8–6,9%, poza tym krajem zaledwie połowę tego.
IUCN zwraca uwagę na cały czas utrzymujące się zagrożenia. Kłusownicy nieustannie polują na nosorożce białe, pragnąc nielegalnie pozyskać rogi, które są poszukiwane w Chinach czy Wietnamie. Stoją za tym procederem organizacje przestępcze. Utrzymanie gatunku zależy istotnie od podejmowanej ochrony, w tym przeciwdziałania kłusownictwu. Tymczasem budżety na ochronę gatunku maleją. Najwyższą liczebność populacja osiągnęła w 2014. W latach 2012–2017 wobec intensywnego nielegalnego odłowu, zwłaszcza w Parku Narodowym Krugera, populacja zmalała o 15%. W razie niepodejmowania dalszych działań na rzecz ochrony będzie spadać dalej. Natomiast od 1968 istnieje niewielki legalny odłów, pozwalający lokalnym społecznościom czerpać zyski z obecności nosorożców i zachęcać do ochrony, a także zbierać fundusze na ochronę. W efekcie na prywatnych ziemiach w Afryce Południowej żyje więcej nosorożców białych niż w reszcie kontynentu. W większości państw zwierzę wymienia załącznik I CITES, jednak w Afryce Południowej i Eswatini figuruje w II. Istnieje więc pewien legalny handel. Zwierzę zamieszkuje tereny chronione, największe populacje w Parku Narodowym Krugera i KwaZulu-Natal. Liczba osobników w poszczególnych krajach wynosiła w 2017: w RPA 15 625, w Namibii 975, w Kenii 513 (510 C. s. simum i 3 C. s. cottoni), w Botswanie 452, w Zimbabwe 367, w Eswatini 66, w Mozambiku 29, w Ugandzie 22, w Zambii 14.

## W kulturze
Nosorożce padły ofiarą kłusownictwa dostarczającego rogów, wykorzystywanych w tradycyjnej azjatyckiej, w tym chińskiej, medycynie bądź do produkcji ozdób i broni. Co prawda opowieści, jakoby róg miał służyć jako afrodyzjak, zdają się nie zawierać prawdy, niemniej Azjaci istotnie wykorzystują sproszkowany róg nosorożca do prób leczenia pewnych przypadłości, choćby gorączek. W Jemenie i innych krajach bliskowschodnich z rogu tworzy się sztylety, aczkolwiek można je też wytwarzać z rogów innych zwierząt.